# Серенада
Серенада (итал. serenata – "večernja muzika") је музичко извођење које је намењено некоме као израз љубави или поштовања. Обично се изводи током ноћи, испод прозора или на улици, а извођачи својим песмама или инструменталним извођењима изражавају емоције и износе своје поруке љубави. Иако се серенада најчешће повезује са романтиком и љубављу, она такође може бити изведена и као израз захвалности, поштовања или прославе поводом неке посебне прилике. Без обзира на разлог, серенада је у суштини музички израз емоција усмерених ка одређеној особи или догађају. Позната је и под називима вечерња или ноћна музика, подокница и другим.

## О жанру
У најширем смислу појам се односи на музику написану и изведену у нечију част. Понекад се овај израз користи и за чисто инструменталну музику. У својој најчешћој употреби, међутим, серенада је полудрамске природе, краћа и не тако савршено организована као опера. У многим културама често се везује за романтични гест према вољеној особи. Може с извести приватно или у јавности, али у оба случаја служи као изражавање осећања према некоме. Серенада може бити изведена на различите начине. У прошлости, обично су је изводили мушкарци који свирају на инструментима или певају испод прозора вољене жене, док су модерније серенаде често организоване као јавни догађаји на којима се извођачи окупљају како би заједно музицирали.

## Етимологија
Појам „серенада” потиче од италијанске речи serenare, што значи „ноћити на отвореном”. У основи речи је латински придев serene, што значи „спокојно”. Употреба термина сеже бар до 16. века. Први пут га је употребио италијански ренесансни композитор Алесандро Стриђо 1560. године за групу својих четворогласних мадригала.

## Историја
Серенада има дугу историју и традицију и постоји у различитим културама широм света. У 16. веку назив је означавао вокалне композиције прожете фолклором, а у периоду бечке класике афирмисрала се као инструментална композиција на размеђу камерне и симфонијске музике. 
Дела су обично писана поводом посебних догађаја, какви су били, на пример, рођендани припадника владарских породица. Серенаде су биле нарочито у моди на европским дворовима, посебно на царском двору у Бечу. Текстови су често били алегоријске природе. Теме су биле инспирисане митологијом или античком историјом и обрађене на такав начин да осликавају веома ласкаво и симболично подсећају на слављеника.
Један од првих композитора серенада био је Алесандро Страдела, а затим следи већина других композитора који су стварали крајем 17. и током 18 века. Међу њима су Алесандро Скарлати и Георг Фридрих Хендел. Лудвиг ван Бетовен је неким својим камерним делима дао поднаслов серенада. Један од најтрајнијих и најпознатијих примера овог жанра је Хендлова пастирска серенада Акис и Галатеја из 1718. године. Уметнички врхунац жанра представљају, између осталих, Моцартове серенаде (Мала ноћна музика). Крајем 18. и током 19. века серенада се јавља и у операма, као љубавна арија.
У 19. веку серенаде су компоновали Јоханес Брамс, Макс Регер, Јоханес Брамс, Петар Иљич Чајковски, Антоњин Дворжак, Рихард Штраус, Арнолд Шенберг, Игор Стравински и Франц Шуберт.

### Моцартове серенаде
Шта је серенада представљала у 18. веку може се видети на примеру таквих композиција у опусу Волфганга Амадеуса Моцарта. У његовом опусу постоји читав низ дела која су негде између камерне музике и симфоније, концертне сале и отвореног простора, солистичког и симфонијског третмана инструмената. Већина таквих композиција је настала наменски, за неку свечаност, те су лакшег карактера, у складу са дотичним друштвеним догађајем. У та специфична Моцартова дела спадају и серенаде. Сматра се да је таква дела мање писао као ремек дела за вечност, већ да више поседују дух 18.века, али има и изузетака. Чак су многе Моцартове симфоније у италијанском стилу инфериорније од неких његових серенада у погледу композиционе технике и озбиљности приступа.
Уводна тема Моцартове Мале ноћне музике